# NSWRL 1966
Die NSWRL 1966 war die 59. Saison der New South Wales Rugby League Premiership, der ersten australischen Rugby-League-Meisterschaft. Den ersten Tabellenplatz nach Ende der regulären Saison belegten die St. George Dragons. Diese gewannen im Finale 23:4 gegen die Balmain Tigers und gewannen damit die NSWRL zum elften Mal in Folge und zum dreizehnten Mal insgesamt.

## Tabelle
|      | Team                          | Spiele | Siege | Unent. | Ndlg. | Spiel- punkte | Diff. | Tabellen- punkte |
| ---- | ----------------------------- | ------ | ----- | ------ | ----- | ------------- | ----- | ---------------- |
| 01.  | St. George Dragons            | 18     | 13    | 1      | 4     | 331:156       | + 175 | 27               |
| 02.  | Balmain Tigers                | 18     | 12    | 0      | 6     | 279:203       | + 76  | 24               |
| 03.  | Manly-Warringah Sea Eagles    | 18     | 11    | 0      | 7     | 348:256       | + 92  | 22               |
| 04.  | Newtown Jets                  | 18     | 10    | 0      | 8     | 261:249       | + 12  | 20               |
| 05.  | Western Suburbs Magpies       | 18     | 10    | 0      | 8     | 228:241       | - 13  | 20               |
| 06.  | South Sydney Rabbitohs        | 18     | 9     | 0      | 9     | 263:228       | + 35  | 18               |
| 07.  | Parramatta Eels               | 18     | 8     | 2      | 8     | 236:232       | + 4   | 18               |
| 08.  | Canterbury-Bankstown Bulldogs | 18     | 8     | 0      | 10    | 244:295       | - 51  | 16               |
| 09.  | North Sydney Bears            | 18     | 7     | 1      | 10    | 282:313       | - 31  | 15               |
| 010. | Eastern Suburbs               | 18     | 0     | 0      | 18    | 147:446       | - 299 | 0                |

## Playoffs

### Ausscheidungsplayoff
| 23. August | Newtown Jets | 20 : 5 | Western Suburbs Magpies | Sydney Sports Ground, Sydney Zuschauer: 10.724 Schiedsrichter: Bill Kelly |
| 23. August | Bericht      |        |                         | Sydney Sports Ground, Sydney Zuschauer: 10.724 Schiedsrichter: Bill Kelly |

- Das Spiel fand statt, da Western Suburbs und Newtown punktgleich waren.

### Ausscheidungs/Qualifikationsplayoffs
| 27. August | Manly-Warringah Sea Eagles | 10 : 9 | Newtown Jets | Sydney Cricket Ground, Sydney Zuschauer: 31.803 Schiedsrichter: Col Pearce |
| 27. August | Bericht                    |        |              | Sydney Cricket Ground, Sydney Zuschauer: 31.803 Schiedsrichter: Col Pearce |

| 3. September | St. George Dragons | 10 : 2 | Balmain Tigers | Sydney Cricket Ground, Sydney Zuschauer: 46.531 Schiedsrichter: Col Pearce |
| 3. September | Bericht            |        |                | Sydney Cricket Ground, Sydney Zuschauer: 46.531 Schiedsrichter: Col Pearce |

### Halbfinale
| 1. September | Balmain Tigers | 8 : 5 | Manly-Warringah Sea Eagles | Sydney Cricket Ground, Sydney Zuschauer: 39.461 Schiedsrichter: Col Pearce |
| 1. September | Bericht        |       |                            | Sydney Cricket Ground, Sydney Zuschauer: 39.461 Schiedsrichter: Col Pearce |

### Grand Final
| 17. September | St. George Dragons                                                                      | 23 : 4         | Balmain Tigers          | Sydney Cricket Ground, Sydney Zuschauer: 61.129 Schiedsrichter: Col Pearce |
| 17. September | Versuche: Huddart, Pollard, Ryan Erhöhungen: Langlands (3/3) Straftritte: Langlands (4) | (14:4) Bericht | Straftritte: Barnes (2) | Sydney Cricket Ground, Sydney Zuschauer: 61.129 Schiedsrichter: Col Pearce |

| 1                  | Graeme Langlands |
| 2                  | Eddie Lumsden    |
| 3                  | Bruce Pollard    |
| 4                  | Ken Maddison     |
| 5                  | Johnny King      |
| 6                  | Brian Clay       |
| 7                  | Billy Smith      |
| 8                  | Kevin Ryan       |
| 9                  | Ian Walsh        |
| 10                 | Robin Gourley    |
| 11                 | Elton Rasmussen  |
| 12                 | Dick Huddart     |
| 13                 | Johnny Raper     |
| Auswechselspieler: |                  |
| 14                 | Trevor Levin     |

| 1                  | Keith Barnes    |
| 2                  | Paul Cross      |
| 3                  | Kevin Yow Yeh   |
| 4                  | Laurie Moraschi |
| 5                  | Bob Mara        |
| 6                  | Peter Jones     |
| 7                  | Dave Bolton     |
| 8                  | Brian Sullivan  |
| 9                  | Bob Boland      |
| 10                 | Garry Leo       |
| 11                 | Dennis Tutty    |
| 12                 | Arthur Beetson  |
| 13                 | Peter Provan    |
| Auswechselspieler: |                 |
| 14                 | Sid Williams    |
| 15                 | Dave Cooper     |